# Kardiostimulátor

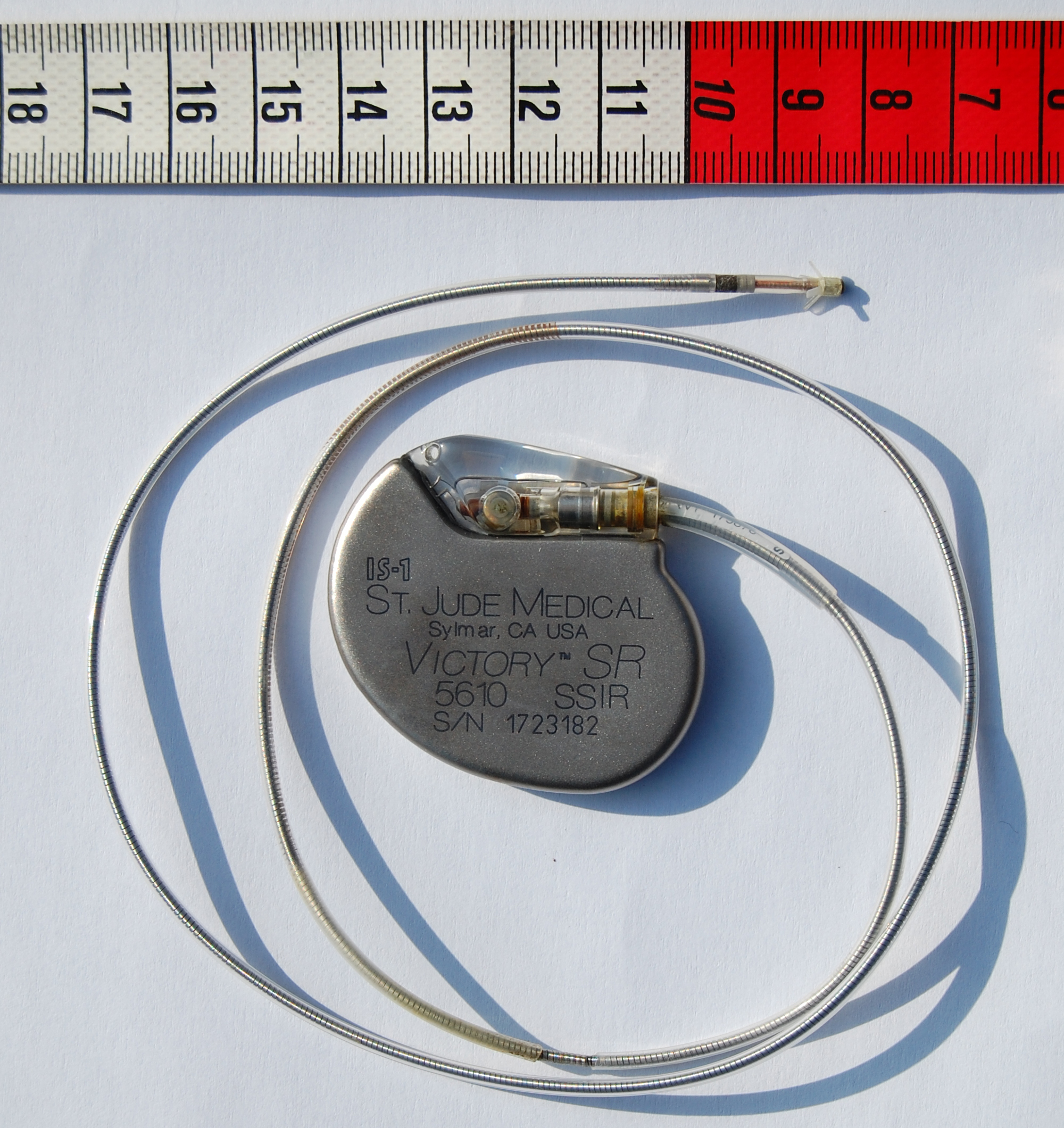
Kardiostimulátor s elektrodou

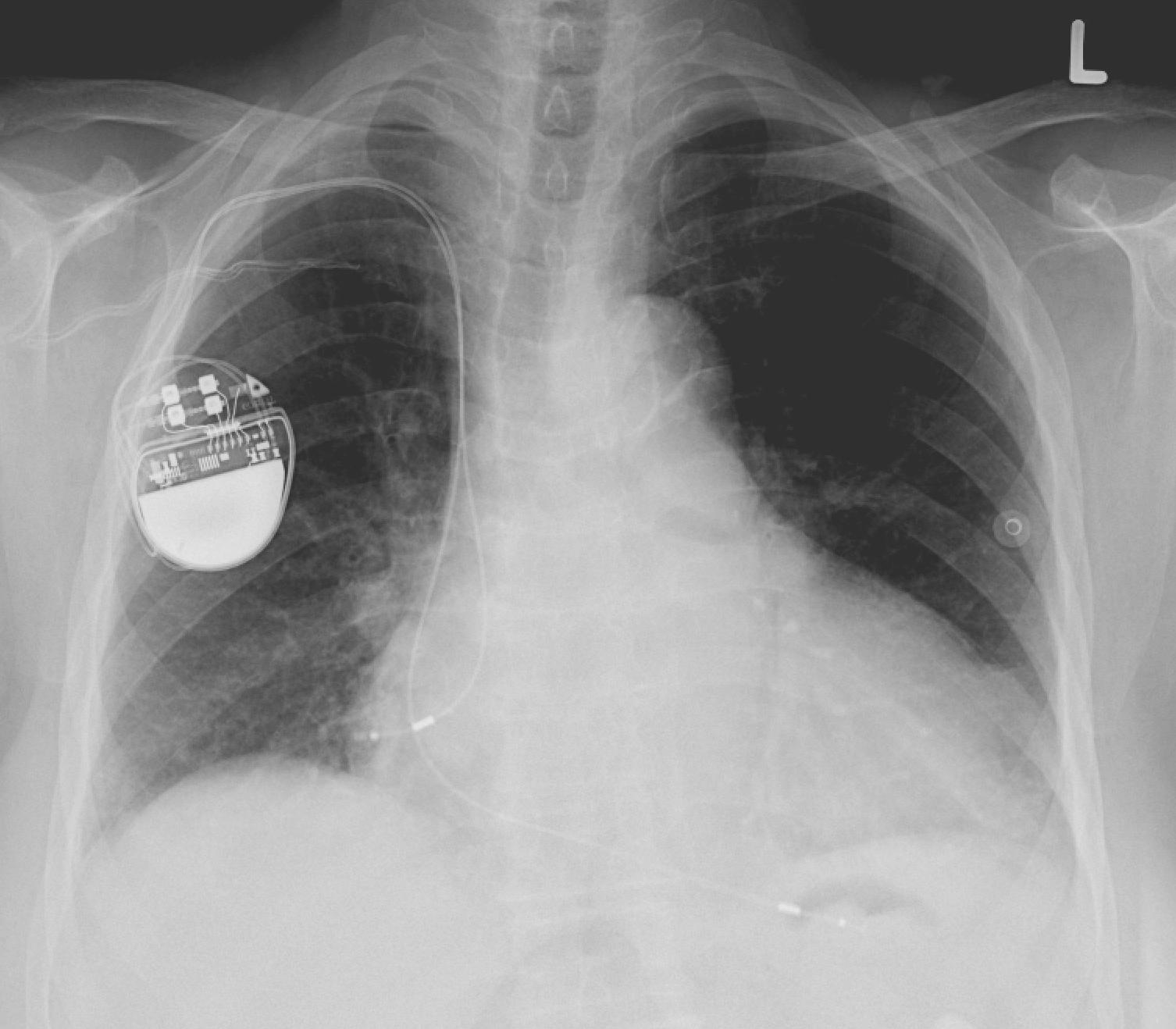
RTG hrudníku s kardiostimulátorem in situ

Kardiostimulátor (anglicky pacemaker) je přístroj, zajišťující pravidelný, dostatečně rychlý srdeční rytmus elektrickými impulzy. Nejvíce je používán při dlouhodobém zpomalení srdeční činnosti (bradykardii), která ohrožuje pacienta ztrátou vědomí. Kardiostimulátor nahrazuje funkci převodního systému srdečního.

## Historie
V roce 1899 J. A. William publikoval článek v British Medical Journal o experimentální aplikaci elektrických impulsů na lidské srdce při asystolii. Aplikace elektrických impulsů způsobila ventrikulární kontrakce. Srdeční rytmus o frekvenci 60–70 úderů za minutu mohl být evokován elektrickými impulsy přivedenými na srdeční sval v pravidelných intervalech.

Externí kardiostimulátor byl navržen a zkonstruován Kanadským elektroinženýrem Johnem Hoppsem v roce 1950. Přístroj byl sestaven na základě podnětů kardiochirurga Wilfreda Gordona Bigelowa z Toronto General Hospital. Tento přístroj značných rozměrů využíval elektronek k transkutánní stimulaci srdce. Aplikace byla pro pacienta bolestivá a nepříjemná. Za běhu byl přístroj připojen do elektrické rozvodné sítě a pacient byl tak vystaven nebezpečí úrazu elektrickým proudem.
Vynález křemíkových tranzistorů a jejich komerční dostupnost v roce 1956 vedla, tak jako v mnoha různých oborech, k velmi rychlému rozvoji technologie kardiostimulátorů.
První klinická implantace kardiostimulátoru proběhla roku 1958 v Institut Karolinska ve švédské Solně. Byl navržen Runem Elmqvistem a chirurgický zákrok provedl Ake Senning. Elektrody byly zavedeny do srdečního svalu po chirurgickém otevření hrudní dutiny. Zařízení selhalo po třech hodinách. Následně implantovaný kardiostimulátor vydržel dva dny. Arne Larson, který byl tímto pacientem, během svého života vystřídal 26 různých druhů kardiostimulátorů. Zemřel v roce 2001 ve věku 86 let a přežil jak vynálezce prvního implantovatelného kardiostimulátoru, tak i lékaře, který zákrok provedl.
První implantovatelné kardiostimulátory byly nespolehlivé a měly krátkou životnost způsobenou napájecími zdroji. Z velké části se používaly rtuťové baterie. Na konci šedesátých let přišlo několik výrobců s kardiostimulátory napájenými radioizotopovými termoelektrickými generátory. Tato technologie byla však roku 1971 zastíněna vynálezem lithiové baterie Wilsonem Greatbatchem. Lithiové baterie se staly standardem pro další generace kardiostimulátorů.
Dalším důvodem nespolehlivosti dřívějších kardiostimulátorů bylo srážení vodních par, prostupujících z tělesných tekutin obalem z epoxidové pryskyřice, na elektrických obvodech zařízení. Tento problém byl vyřešen hermetickým uzavřením kardiostimulátoru do kovového obalu. Použití titanu jako obalového kovu se stalo standardem v polovině sedmdesátých let.

## Princip
Kardiostimulátor je malá kovová krabička, z níž vycházejí jedna až tři elektrody. Stimulátor vytváří elektrické výboje, které jsou následně prostřednictvím elektrod přenášeny na srdeční svalovinu, kde iniciují srdeční kontrakci. Frekvenci takovýchto signálů lze upravit podle potřeby pacienta.

## Základní rozdělení podle funkcí
Na titanovém pouzdře je laserem proveden popis od výrobce obsahující informace o kardiostimulátoru. Součástí tohoto popisu je speciální sekvence pěti znaků v NASPE/NPEG kódu, která definuje jeho typ.
1. Znak identifikuje místo stimulace srdeční svaloviny
  - A (Atrium) stimulace síní
  - V (Ventricle) stimulace komor
  - D (Dual) stimulace komor i síní
  - O (None) nedochází ke stimulaci
2. Znak určuje místo snímání EKG
  - A (Atrium) snímání v síních
  - V (Ventricle) snímání v komorách
  - D (Dual) snímání komor i síní
  - O (None) nedochází ke snímání
3. Znak určuje způsob stimulace srdeční svaloviny
  - I (Inhibited) generování stimulačního impulsu pouze v případě, že nedojde ke spontánní aktivitě do předem definovaného časového intervalu, označován také jako on demand
  - T (Triggered) stimulační impuls spouštěn okamžitě s každou R vlnou, stimulační impuls zapadá do QRS komplexu, při snížení frekvence spontánní činnosti pod zvolenou minimální hodnotu je generován stimulační impuls
  - D (Dual) umožňuje využívat oba způsoby
  - O (None) žádná stimulace
4. Znak určuje možnosti programování
  - P (Programmable) podporuje programování
  - M (Multi-programmable) podporuje opakované programování
  - C (Communicating) podporuje komunikaci
  - R (Rate modulation) frekvenčně adaptabilní
5. Znak definuje antiarytmickou funkci
  - P antitachykardiální stimulace
  - S (Shock) léčba šokem
  - D (Dual) podporuje oba způsoby

## Implantace
Elektrody se do srdce zavádějí pod rentgenovou kontrolou z krátkého řezu pod klíční kosti cestou v. subclavia. Po zavedení elektrod je kardiostimulátor implantován do podkoží do místa původního řezu (infraklavikulární oblasti). Vzniklá rána se sešívá vstřebatelným materiálem. Vzhledem k tomu, že krabička stimulátoru není zavedena hluboko, je vidět jako vyklenutí kůže a pacient si ji může lehce nahmatat.

## Kontroly a výměna
Pacienti se zavedeným kardiostimulátorem docházejí na pravidelné kontroly do arytmologické ambulance, kde kontrolují funkci kardiostimulátoru a po určité době doporučují výměnu baterie. K tomu je třeba přistoupit obvykle po několika letech. Jde o podobný postup, jakým je implantace kardiostimulátoru. Stará krabička se odstraní a nahradí novou. Operuje se opět v lokální anestezii.